# Gwiazda Bydgoszcz
Gwiazda Bydgoszcz ist ein Sportverein aus der polnischen Stadt Bydgoszcz. Die Farben des Vereins sind Blau-Weiß. Am erfolgreichsten ist die Tischtennis-Abteilung des Vereins, die in der LOTTO Superliga spielt.

## Geschichte
Der Verein wurde am 25. April 1920 gegründet und ist damit der älteste Sportverein in Bydgoszcz. In den 1950er Jahren spielte der Verein unter den Namen Spójnia, Ogniwo und Sparta Bydgoszcz.

## Tischtennisabteilung
Die Abteilung wurde 1926 gegründet. Die Mannschaft gewann 2014 die Akademische Meisterschaft in Polen. Im Jahre 2015 wurde sie polnischer Pokalsieger, 2014 und 2016 erreichte sie den 3. Platz im polnischen Pokal. In den Saisons 2017 und 2023 wurde der Verein 3. bei der polnischen Meisterschaft. Im Jahr 2022 wurde Gwiazda polnischer Vize-Meister.

## Fußballabteilung
Die Fußballer von Gwiazda Bydgoszcz spielen in der achten polnischen Liga. In den Jahren 2007–2010 spielte der Verein in der vierten Liga.
Spieler:
- Stefan Majewski (1965–1972) Jugend

## Schachabteilung
Zu den größten Erfolgen der Abteilung im Schachsport gehören der 3. Platz in der polnischen Mannschaftsmeisterschaft in der Saison 1952.

## Ringerabteilung
Die Ringer von Gwiazda gewannen bei den polnischen Meisterschaften 2 Gold, 5 Silber und 10 Bronzemedaillen.